# Kaye Dening
Helen Kaye Ledgerwood AM (4 de junio de 1945 – 29 de octubre de 2019), nacida Helen Kaye Dening, fue una empresaria australiana y jugadora internacional de tenis.
Dening fue una destacada jugadora juvenil, ganando títulos de individuales femeninos en los Torneo de Roland Garros 1962 y los Campeonatos de Australia de 1964. También alcanzó las semifinales de individuales femeninos en los Campeonatos de Australia de 1963.
Graduada de la Universidad de Sídney en 1967, Dening se convirtió en ejecutiva de negocios y fue honrada en 1995 con el título de Miembro de la Orden de Australia (AM) "en reconocimiento a su servicio a la industria de la construcción".